# Prizma TV
A Prizma TV (korábban Poén TV) 24 órás magyar televíziócsatorna volt, amely ismert szórakoztató műsorokat, filmeket és sorozatokat sugárzott. A csatorna elérhető volt műholdon a UPC Direct, Digi, Hello Digital szolgáltatásain, illetve kábeltévén. 2014. május 1-jétől a Prizma TV RTL+ néven volt fogható, aminek a neve 2022. október 28-ától RTL Három.
A csatornahang szerepét a Prizma TV formában Orosz Anna töltötte be, aki az RTL+ bemondója is volt 2014-től 2016-ig.
A csatorna reklámidejét mindvégig az R-Time értékesítette.

## Története

### Poén!
A csatorna indulását 2007 augusztusában jelentette be az akkori tulajdonosa, az IKO Media Group.A nézők szórakoztatása céljából indult el Poén! néven 2008. április 2-án Magyarországon. A csatorna székhelye Erdélyben, Romániában található. Onnan sugározták a South Park c. műsort egészen az év júniusáig.

### Prizma TV
A csatorna előjelei 2010. augusztus 24-én jelentkeztek, miközben a "Prizma TV" nevét levédették a Szellemi Tulajdon Nemzeti Hivatalánál, az indulását pedig december 9-én bejelentették, ekkor jelent meg a hivatalos logója. A névváltás december 20-án kezdődött, a Poén!-ból Prizma TV lett. A csatorna az RTL Klubban is részvényes cég, az IKO Media Group üzemelteti. 2011 augusztusától az orosz Premjer-Liga mérkőzéseit is közvetíti. 2013. május 21-én - a Sorozat+-szal együtt - 16:9-re váltott át. 2014. május 1-től 2022. október 27-ig a csatorna neve RTL+ lett, majd október 28-ától RTL Három néven fut tovább.

## Műsorkínálat

### Magyar szórakoztató tartalmak
| Műsor címe                      | Átkerülés az RTL+-ra |
| ------------------------------- | -------------------- |
| Balázs show                     | Igen                 |
| Best of Heti Hetes              | Nem                  |
| Beugró                          | Igen                 |
| Celeb vagyok, ments ki innen!   | Igen                 |
| Gálvölgyi show                  | Igen                 |
| Győzike show                    | Igen                 |
| Házibuli Attilával              | Nem                  |
| Kalandra Fal!                   | Igen                 |
| Kész átverés                    | Igen                 |
| Mónika show                     | Igen                 |
| Pasik!                          | Igen                 |
| Televíziós vásárlási műsorablak | Igen                 |

### Sorozatok
| Műsor címe                                 | Eredeti cím                                  | Év   | Átkerülés az RTL+-ra |
| ------------------------------------------ | -------------------------------------------- | ---- | -------------------- |
| A császárnő                                | Emperatriz                                   | 2011 | Nem                  |
| A fejvadász                                | Renegade                                     | 1992 | Nem                  |
| A harc törvénye                            | Martial Law                                  | 1998 | Igen                 |
| Gossip Girl – A pletykafészek              | Glossip Girl                                 | 2007 | Igen                 |
| A rejtély                                  | Fringe                                       | 2008 | Igen                 |
| A szökés                                   | Prison Break                                 | 2005 | Nem                  |
| A szupercsapat                             | The A-Team                                   | 1983 | Igen                 |
| Acapulco szépe                             | Alma Rebelde                                 | 1999 | Nem                  |
| Agymenők                                   | The Big Bang Theory                          | 2007 | Nem                  |
| Alf                                        | Alf                                          | 1986 | Igen                 |
| Angéla                                     | Angela                                       | 1998 | Nem                  |
| Az egység                                  | The Unit                                     | 2006 | Igen                 |
| Az elveszett ereklyék fosztogatói          | Relic Hunter                                 | 1999 | Igen                 |
| Baywatch                                   | Baywatch                                     | 1989 | Igen                 |
| Benny Hill Show                            | The Benny Hill Show                          | 1969 | Igen                 |
| Bír-lak                                    | Full House                                   | 1987 | Nem                  |
| Bűnös vágyak                               | Abismo de pasión                             | 2012 | Nem                  |
| Chuck                                      | Chuck                                        | 2007 | Igen                 |
| Columbo                                    | Columbo                                      | 1971 | Igen                 |
| Csengetett, Mylord?                        | You Rang, M'Lord?                            | 1988 | Igen                 |
| Döglött akták                              | Cold Case                                    | 2003 | Nem                  |
| Egy rém rendes család                      | Married with Children                        | 1987 | Igen                 |
| Egyről a kettőre                           | Step by Step                                 | 1991 | Igen                 |
| Hazudj, ha tudsz!                          | Lie to Me                                    | 2009 | Igen                 |
| JAG – Becsületbeli ügyek                   | JAG                                          | 1995 | Igen                 |
| Knight Rider                               | Knight Rider                                 | 1982 | Igen                 |
| Kockafejek                                 | The IT Crowd                                 | 2006 | Nem                  |
| Lois és Clark: Superman legújabb kalandjai | Lois & Clark: The New Adventures Of Superman | 1993 | Nem                  |
| Második csók                               | Les années fac                               | 1995 | Nem                  |
| Marichuy – A szerelem diadala              | Triunfo del amor                             | 2010 | Nem                  |
| Michael Hayes                              | Michael Hayes                                | 1997 | Nem                  |
| Miért éppen Alaszka?                       | Northern Exposure                            | 1990 | Nem                  |
| Szalamandra                                | Mi Corazón Insiste                           | 2011 | Nem                  |
| Teresa                                     | Teresa                                       | 2010 | Nem                  |
| Terminátor – Sarah Connor krónikái         | Terminator: The Sarah Connor chronicles      | 2008 | Igen                 |
| Titkok városa                              | Point Pleasant                               | 2005 | Nem                  |
| Vámpírnaplók                               | The Vampire Daries                           | 2009 | Igen                 |
| Waczak szálló                              | Fawlty Towers                                | 1975 | Igen                 |
| Zorro                                      | Zorro                                        | 1957 | Nem                  |

### Külföldi szórakoztató tartalmak
| Műsor címe                    | Eredeti cím                                                          | Átkerülés az RTL+-ra |
| ----------------------------- | -------------------------------------------------------------------- | -------------------- |
| A nagy mágusok kulisszatitkai | Breaking the magican's code: Magic's biggets secrets finally revaled | Igen                 |
| Hupikék törpikék              | The Smurf                                                            | Igen                 |
| Jéglovagok                    | Ice Road Truckers                                                    | Nem                  |
| X-faktor Egyesült Államok     | The X Factor USA                                                     | Igen                 |